# Revenge in the House of Usher
Revenge in the house of Usher är en skräckfilm från 1982 regisserad av Jess Franco. Filmen är inspirerad av Edgar Allan Poes Huset Ushers undergång. Usher spelas av Howard Vernon.

## Om filmen
- En version av Revenge in the House of Usher, med titeln "Neurosis", innehåller tillagda klipp ur Francos tidigare film Gritos en la noche, vilka fungerar som tillbakablickar   .

## Alternativa titlar
- El hundimiento de la casa Usher (Spanien)
- La chute de la maison Usher (Frankrike)
- Nevrose  (längre fransk version)
- Zombie 5 (USA)